# Messelornithidae
I messelornitidi (Messelornithidae), noti anche come ralli di Messel, sono una famiglia di uccelli estinti appartenenti ai gruiformi. Vissero tra il Paleocene superiore e l'Oligocene inferiore (60 - 30 milioni di anni fa) in Europa e in Nordamerica. 

## Descrizione
Simili per taglia alla gallinella d'acqua (Gallinula chloropus), questi uccelli erano lunghi circa trenta centimetri. Le zampe erano piuttosto robuste, mentre le ali non erano molto sviluppate. La caratteristica più saliente di questi animali era data dal cranio: almeno in alcune specie, la testa era sormontata da una cresta carnosa, o forse cornea, che si allungava posteriormente. Questa espansione si è conservata in alcuni fossili della specie tipica, Messelornis cristata. Il becco era corto e robusto, e il collo piuttosto lungo e flessuoso. Le piume della coda, infine, erano piuttosto lunghe.

## Classificazione
Noti soprattutto grazie a numerosi fossili ritrovati nel giacimento di Messel, in Germania (da qui il nome Messelornithidae), questi uccelli sono considerati parte di una radiazione evolutiva di gruiformi avvenuta nel Terziario inferiore. In particolare, parentele sono state suggerite con le attuali famiglie dei rinochetidi (Rhinochetidae) e degli euripigidi (Eurypygidae); altri studi, invece, lasciano supporre che le affinità dei messelornitidi siano da ricercare tra i veri rallidi (Rallidae) e gli eliornitidi (Heliornithidae). 
La specie più conosciuta è Messelornis cristata rinvenuta in Francia e in Germania in strati dell'Eocene medio e superiore e dell'Oligocene inferiore. Itardiornis hessae, della Francia, risale all'Oligocene inferiore. In Wyoming, in strati dell'Eocene medio, è stata rinvenuta la specie Messelornis nearctica. La specie più antica è Messelornis russelli, del Paleocene superiore della Francia.

## Stile di vita
Questi uccelli dovevano vivere nei pressi di lagune e di stagni; stranamente, i numerosissimi resti di Messelornis cristata provenienti dal giacimento di Messel appartengono solo a esemplari adulti. Ciò indicherebbe che questi uccelli visitavano il lago di Messel solo al di fuori della stagione della schiusa delle uova; un'altra possibile spiegazione è che Messelornis nidificava sugli alberi (come fa tuttora l'euripiga).